# Barssel
Barssel (tyska: Barßel, saterfrisiska: Bäärsel) är en kommun i distriktet Cloppenburg i den nordvästtyska delstaten Niedersachsen.

## Geografi
Kommunen ligger ca 40 km från Nordsjön och havsbukten Dollart och ca 45 km norr om staden Cloppenburg. Barssel gränsar till Saterland, Ammerland och distriktet Leer i Ostfriesland. Kommunen ligger inom ett tidigare myrområde på nordtyska låglandet. Kommunen ligger ca 1 meter över havsytan och var tidigare ofta utsatt för översvämningar i samband med högvatten. Kommunens huvudort Barssel ligger vid floderna Soeste och Aue.

## Historia
Barssel omnämndes första gången år 1330. I början av 1500-talet plundrades området vid minst två tillfällen av grevarna Johan V och Johan VI av Oldenburg. Barssel är en del av Nordtysklands fehnområde där det bröts torv som fraktades på kanaler. Under trettioåriga kriget brändes Barssel av trupper från Hessen.
Under 1800-talet och 1900-talet växte kommunen och efter andra världskriget kom ett stort antal flyktingar till kommunen.

## Orter i Barssels kommun
- Barßel (kommunens huvudort)
- Barßelermoor
- Carolinenhof
- Elisabethfehn
- Harkebrügge
- Lohe
- Loher-Ostmark
- Loher-Westmark
- Neuland
- Neulohe
- Osterhausen
- Reekenfeld
- Roggenberg

## Bilder
|                                        |
| Kyrkan St. Cosmas och Damian i Barssel |

|                                             |
| Väderkvarnen Ebkenssche Windmühle i Barssel |